# Claude Balbastre
Claude Balbastre (Dijon, 8 december 1724 — Parijs, 9 mei 1799) was een Frans componist, clavecinist en organist.
Balbastre genoot een grote reputatie: zijn improvisaties in de Église Saint-Roch op volkse liedjes waren dermate populair dat er altijd verkeersproblemen ontstonden wanneer hij speelde ((bron?)). Er was dan met paard en kar geen doorkomen aan in de kleine straatjes rond die kerk. De aartsbisschop legde hem in de kerstperiode zelfs een speelverbod op, omdat de kerkgangers duidelijk niet meer voor de mis kwamen, maar een gratis concertje wilden meepikken. Net als Louis-Claude d'Aquin, wordt Balbastre voornamelijk geassocieerd met zijn Noëls (kerstliederen). Een bekend werk hieruit is Quand Jesus Naquit à Noël, (Midden in de Winternacht).
De Franse Revolutie was een slechte zaak voor de organisten: kerken werden geplunderd en orgels werden ontmanteld om het tin en lood van de pijpen om te smelten tot wapens. Er wordt gezegd ((bron?)) dat Balbastre zijn kathedraalorgel heeft willen redden door er patriottistische muziek op te spelen. 
Ondanks zijn schitterende carrière aan het Hof - hij was clavecimbelleraar van Marie Antoinette van Oostenrijk, organist van de Graaf van Provence (de latere Lodewijk XVIII) en van de Chapelle royale - probeert hij bij de revolutionairen in de gratie te komen, en zijn post als organist van de Notre-Dame van Parijs te behouden - ondertussen herdoopt tot Tempel van de Rede.
In 1792 componeerde hij zijn variaties op de Marseillaise van Rouget de Lisle als arrangement voor pianoforte en opgedragen aan de dappere verdedigers van de nieuwe republiek. Balbastre beschrijft een gevecht waarbij de snelle loopjes de vlucht van de vijand weergeven, en grote clusters kanonschoten moeten imiteren. Na al dat geweld volgt een "happy end" en zingen de dappere soldaten het wijsje Ça ira als overwinningslied.
- Bibsys: 5087236
- Biblioteca Nacional de España: XX1775616
- Bibliothèque nationale de France: cb13891086m (data)
- CiNii: DA06887653
- Gemeinsame Normdatei: 124264751
- International Standard Name Identifier: 0000 0001 1591 6351
- Library of Congress Control Number: n80020483
- Nationale Bibliotheek van Letland: 000240357
- MusicBrainz: 8480a69d-c982-4b2f-aad5-b30019555d72
- Nationale Bibliotheek van Tsjechië: mzk2003205884
- Nationale bibliotheek van Australië: 35731284
- Nationale Bibliotheek van Israël: 987007448718805171
- Nationale en Universitaire bibliotheek Zagreb: 000516734
- Nederlandse Thesaurus van Auteursnamen: 095477357
- Réseau des bibliothèques de Suisse occidentale: 02-A022695106
- Istituto Centrale per il Catalogo Unico: MUSV073403
- SNAC: w6mk6qc5
- Système universitaire de documentation: 071029680
- Virtual International Authority File: 7573063
- WorldCat: E39PBJcc8jbXqYVPjHCCgG78md